# 관교의치

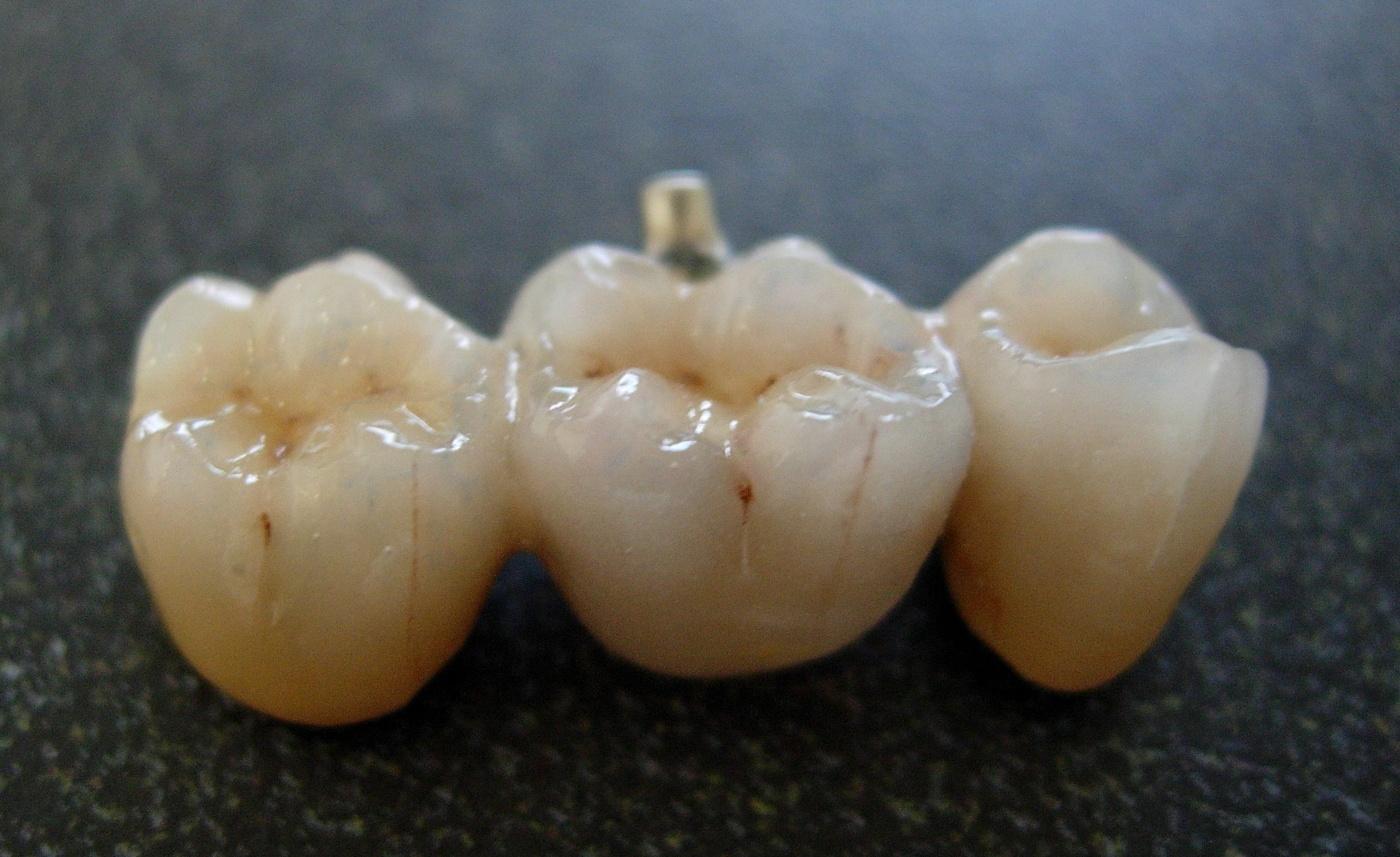

관교의치(冠橋義齒, Crown & Bridge prosthesis, Bridge or fixed partial denture, Fixed partial prosthesis - bridge prosthesis)란, 하나 또는 그 이상의 결손된 치아 부위에 고정성 회복물을 만들어 기능을 회복해 주는 고정성 보철물의 일종이다.
하나의 치아 경조직부에 결함이 발생하였으나 치근부의 손상이 없어 결함이 발생한 부위만 회복하는 경우 인공치관(人工齒冠, Artificial crown, Crown) 보철이라고 하며, 하나 이상의 치아가 완전히 상실된 경우 교의치(橋義齒, Fixed partial prosthesis - bridge prosthesis, Bridge) 보철이라고 한다.

## 종류

### 재료에 따른 분류
- 금속관(Metal crown)
  - 귀금속 합금(Precious alloy)
  - 반귀금속 합금(Semi-precious alloy)
  - 비귀금속 합금(Non-precious alloy)
- 합성수지관(Resin crown)
  - 합성수지 자켓관(All resin)
- 도재관(Porcelain crown)
  - 도재 자켓관(All porcelain)
- 조합관(Combination crown)
  - 합성수지 전장 주조관 - 합성수지 전장(facing) + 금속 주조물
  - 도재 전장 주조관 - 도재 전장(facing) + 금속 주조물
  - 도재 용착 주조관(Porcelain fused to metal crown, PFM) - 금속 주조물 + 도재 축성(Porcelain build up)

### 치관의 피개복 정도에 따른 분류

#### 전부 치관 보철(Full veneer or complete veneer crown)
① Full veneer crown without dowel (기둥 없는 전부 치관 보철 금속관 )
ⓐ Full crown with gold alloy or other metal alloy
(가) 전부 주조관 - 치관 전체를 주조법에 의하여 하나로 제작한 금속관
(나) 모리슨관 - 1871년 모리슨이 개발한 금속관으로, 교합면은 금속판으로 압인하고 나머지는 밴드로 하여 납착함
(다) 교합면 주조관 - 교합면은 주조하여 제작하고 측면은 밴드로 제작하여 납착한 금속관
(라) 무봉관 - 치관 전체를 하나의 금속판으로 압인성형하여 만든 금속관
(마) S.P관 - 금속판을 이용해 캡과 밴드를 만들고 납착한 금속관
(바) 이중 치관 보철 - 1903년 피소(peeso)가 발표한 방법으로, 크라운이 원통형의 내관과 치관형태의 외관으로 구성되어있다. 내관은 고정부, 외관은 가철부로 하며, 유지력이 강해 주로 어금니 부분에 사용한다.
ⓑ 자켓관(jacket crown) : 치관보철물의 일종으로 치관의 전 표면을 덮는 치관보철이다. 도재 또는 아크릴 수지로만 제작한다. 사실은 비과학적 용어이다.
(가) 도재 자켓관(porcelain jacket crown) : 도재로 소성 성형한 치아의 전표면을 피복한 치관보철이다. 자연치에 유사한 형태, 색조, 투명도를 줄 수가 있으며, 화학적으로 안정하고 구강내에서 변질, 변색의 염려가 없고 마모에 저항할 수 있는 강도를 가진다. 금속에 비해서 열전도가 작고, 조직에 대한 위해작용이 적은 것 등의 장점이 있으므로 좋은 치관 보철물이다. 그러나 재질이 금속에 비해 취약하며 파절되기 쉽고 소성시의 수축이 크며, 제작조작이 복잡하여 특수한 기술, 장치를 요하는 등의 결점이 있다. 적응증은 주로 전치이며 왜소치, 기형치, 유수치, 무수치의 어느 것에나 다 쓰인다. 유수치에서는 치수에 대한 위해작용도 고려하여 치관의 외면 한 층을 삭제 성형한다. 무수치에서는 합정을 응용한 축조지대를 장착하고 간접벅에 의한 아말감 치형에 압접한 백금 matrix의 위에 소성시킨다. 전부 소성도재관, 기성품도치 응용도재관 등이 있다.
(나) 수지 자켓관(acrylic resin jaket crown) : 수지를 사용한 전부피복으로서 아크릴 수지관(acrylic resin crown)이라고도 부른다. 장점은 제작법이 간단하고 값이 싸며 자연치의 색체외관은 곧 잘 재현시킬 수 있다는 것이나 강도가 부족하고 이탈, 마모의 염려가 있으며 색조도 안정선을 잃고 있으므로 장기사용에 부적당하다는 결점이 있다. 그러므로 임시치관보철물로 사용한다.
ⓒ 조합관(combination crown) : 치과용 금속과 수지, 치과용 금속과 도재를 병용하여 제작된 인공 치관물.
(가) 도재 전장 주조관(veneer gold(metal) alloy crown with porcelain) : 전장재료를 도재로 하고 이장재료는 금합금으로 제작된 전부치관 보철.
(나) 수지 전장 주조관(veneer gold(metal) alloy crown with acrylic resin) : 전장재료를 수지로 하고 이장재료는 금합금으로 제작된 전부치관 보철.
(다) 금속 결합 도재관(porcelain fused to gole(metal) alloy crown) : 치형이나 모형에서 납원형을 얻어 합금으로 주조물을 얻은 후 이금관에 도재를 축조하여 결국은 도재와 합금을 화학적으로 유착시켜 얻는 보철물이다. 그런데 여기에 사용되는 도재와 합금은 용융온도, 열팽창율, 합금의 강도 및 결합되는 강도 등 물리적 특성이 고려되어야 한다.
② Full veneer crown with dowel(post) - 기둥 있는 전부 치관 보철
ⓐ도재 전장 합정 치관(porcelain faced post crown) : 치관부의 순면에 도치를 사용하여 자연치의 형태와 색에 조화되도록 하고, 금속의 설면판에 의하여 전장도치를 유지가공한 치관보철로 , 전치부, 소구치부에 응용될 때가 많다. 설면이 금속으로 피복되어 있으므로 도치의 파절이 적고 교합이 긴밀할 때 쓰이고, 가공의치의 지대장치로서도 우수하다. 전장도치에는 설면판에 납착도정되는 것과 시멘트 합착하는 방법 등이 있다. 전자에는 단정전장도치 즉 금상도치가 쓰인다. 이것은 제작시에 도치의 구열, 변색의 염려가 있고 장착후 파절하였을 때 수리곤란등의 결점이 있어서 최근에는 쓰이는 경우가 비교적 적다. 후자에는 Steel 전장도치, 장정전장도치 등이 있는데 가환전장도치라고도 하며 도치파절시에 교환이 가능하다.
ⓑ 수지 전장 합정 치관(resin faced post crown) : 수지 전장치관보철에 합정을 포함하는 치관보철이다.
ⓒ 도재관 합정 치관(all porcelain crown with dowel) : 치과용 도재만을 이용하여 제작된 인공치관으로 합정을 포함하는 치관보철이다. 자연치에 유사한 형태, 색조, 투명도를 줄 수가 있으며, 화학적으로 안정하고 구강내에서 변질, 변색의 염려가 없고 마모에 저항할 수 있는 강도를 가진다.
ⓓ 수지관 합정 치관(all resin crown with dowel) : 합정을 포함하고, 합성수지만을 이용하는 인공치관보철물이다. 주로 임시치관보철물로 이용된다.

#### 부분 치관 보철(Partial veneer crown)
심미성이 높고 치아에서 제거하는 부위가 적으나, 적합성과 재현성이 떨어지고 내구성이 낮다.
- 1/2관(Onlay) - 절단면이나 교합면에 비교적 광범위한 와동으로 인하여 일반적으로 인레이보다 넓은 범위로 교합면을 덮는 충전물이다.

- 3/4관 - 부분 피복관의 일종으로 주로 유수치에 대한 지대치로 쓰이는데 단독의 치관보철이나 충전에도 응용된다. 치아의 순면 또는 협면을 제외한 다른 치면을 덮고 인접면부의 종구와 절연구에 의해 치아를 튼튼히 파지한다. 외관에 닿는 부분에 금속을 노출시키지 않아 심미성이 좋고 치질 삭제량이 적어 치수에 대한 위해작용이 적으며 제2차 우식으로부터도 보호해주며 성형․ 제작법도 간편하고 지대치로서의 적응범위가 넓어 전치부나 구치부에 고루 사용되고 있다. 납형은 matrix, core등을 이용하여 직접법으로 제작하는 경우와 동제콤파운드법, 또는 hydrocolloid나 rubberbase 등 탄성인상재로 지대치인상을 채득하여 작업모형위에서 제작하는 경우가 있다. 주조에 있어서는 cristobalite 매몰재에 asbestors 리본법을 응용하든지 가수 팽창 매몰재 등에 의해 회복보정을 정확히 실시하여야 한다. 사용 금속은 지대치의 경우는 백금가금 등 경질, 단독의 경우에는 20～20K의 금백금이 좋은데 palladium합금도 쓰인다. ¾관은 Carmichael(1906년)에 의해 고안되었으며 Tinker, Engel, Vest, Johns 등 여러 가지 형성법이 발표되고 있다.

- 7/8관 - 상악 제1대구치에서 심미성을 고려하는 경우 근심협cmr교두만을 노출시키고 나머지 부분을 전부 피개하는 인공치관보철.

- 핀레지관(Pin-ledge crown) - 부분피복관의 일종으로서 전치부 유수치에 대한 지대장치로 쓰인다. 설면부와 지대측인접면을 덮는다. 3개의 핀, 즉 작은 못에 의하여 유지되며 금속이 외관으로 나타날 염려가 거의 없다. 심미적으로 가장 우수하며, 치질삭제량이 적고 지대로서의 유지력강대 등의 장점에 성형법이 대단히 간단하다. 전치부용 지대로서는 ¾관이 널리 응용되고 있다. 핀은 치수를 피하여 절연측 ¼부근에서 근․원심변연 융선부에 각 한 개, 기저결절부에 한 개, 합계 3개가 언제나 쓰여진다. 임상적으로 치수로서의 천공외의 위해작용은 거의 보이지 않으며 Burgess(1915년)에 의하여 완성되었다. 백금가공선을 핀구멍에 삽입하고 설면부의 납형을 만들든가, 또는 설면 Core를 응용하여 핀레지부분까지 한덩어리로 하여 납형을 직접적으로 채득한다. modelling compound법에 의한 인상채득후 모형을 제작하는 간접법도 사용되고 있다. 사용금속은 백금가금이 적당하지만 20K 금합금을 쓸 때도 있다.

- 맥보일관(MacBoyle crown) - MacBoyle(1921년)이 고안한 치관보철물의 한 종류이다. ¾치관 보철과 유사하며 MOD, MOB, MOLD인레이와도 비슷하다. 강한 유지력을 얻는데 유리하며 하악 4전치와 상악측절치에 적응하는 경우가 많다.

## 같이 보기
- 덴탈임플란트
- 치아 수복